# Marcjan z Syrakuz
Marcjan z Syrakuz, cs. Swiaszczennomuczenik Markian Sirakuzskij, Sicilijskij – pierwszy biskup diecezji Syrakuz (powołanej w II wieku) i jej patron, święty katolicki i prawosławny.
Marcjan miał być uczniem Piotra Apostoła, wysłanym na Sycylię. Zamieszkał w jaskini niedaleko Syrakuz, gdzie upowszechniał wiarę chrześcijańską.
Zmarł śmiercią męczeńską, zabity przez Izraelitów. Jego relikwie spoczywają w katedrze św. Erazma, (wł.) Cattedrale dei Santi Erasmo e Marciano e di Santa Maria Assunta w Gaecie.
Wspomnienie liturgiczne w Kościele katolickim obchodzone jest 30 października, niegdyś 14 czerwca.
Cerkiew prawosławna wspomina świętego męczennika dwukrotnie:
- 9/22 lutego[a],
- 30 października/12 listopada.

Marcjan jest utożsamiony ze św. Marcelim, biskupem Sycylii.